# Reprezentacja Bahrajnu w piłce siatkowej mężczyzn
Reprezentacja Bahrajnu w piłce siatkowej mężczyzn – zespół siatkarski, reprezentujący Bahrajn podczas międzynarodowych rozgrywek.

## Udział w imprezach międzynarodowych

### Mistrzostwa Azji
- 1979 - 14. pozycja
- 1987 - 8. pozycja
- 1989 - 16. pozycja
- 1999 - 10. pozycja
- 1999 - 10. pozycja
- 2003 - 13. pozycja
- 2005 - 10. pozycja